# C. Frederick Pracht
Charles Frederick Pracht (* 20. Oktober 1880 in Pitman, Schuylkill County, Pennsylvania; † 22. Dezember 1950 in Philadelphia, Pennsylvania) war ein US-amerikanischer Politiker. Zwischen 1943 und 1945 vertrat er den Bundesstaat Pennsylvania im US-Repräsentantenhaus.

## Werdegang
Frederick Pracht besuchte die öffentlichen Schulen seiner Heimat. Danach arbeitete er zwischen 1897 und 1914 in der Spielwarenbranche und im Kurzwarengeschäft. Von 1915 bis 1929 war er in verschiedenen Funktionen bei der Bezirksverwaltung tätig. Danach bekleidete er bis 1942 weitere lokale Ämter. Politisch schloss er sich der Republikanischen Partei an. Seit 1904 war er Mitglied des regionalen Parteivorstands, dessen Vorsitz er später 25 Jahre lang innehatte.
Bei den Kongresswahlen des Jahres 1942 wurde Pracht im fünften Wahlbezirk von Pennsylvania in das US-Repräsentantenhaus in Washington, D.C. gewählt, wo er am 3. Januar 1943 die Nachfolge des Demokraten Francis R. Smith antrat. Da er im Jahr 1944 nicht bestätigt wurde, konnte er bis zum 3. Januar 1945 nur eine Legislaturperiode im Kongress absolvieren. Diese war von den Ereignissen des Zweiten Weltkrieges geprägt.
Nach seiner Zeit im US-Repräsentantenhaus zog sich Frederick Pracht aus der Politik zurück. Er starb am 22. Dezember 1950 in Philadelphia.